# Константа Кемени
Константа Кемени — среднее число шагов перехода в случайно выбранное состояние конечной цепи Маркова, находящейся в стационарном состоянии, из некоторого исходного состояния {\displaystyle i}. Эта величина не зависит от номера исходного состояния и является инвариантом цепи Маркова.
Найдена в 1960 году Кемени и Снеллом

## Определение
Рассмотрим дискретную, несократимую и непериодическую цепь Маркова {\displaystyle (X_{t}:t=0,1,...)} на конечном пространстве состояний {\displaystyle S} с матрицей вероятностей переходов {\displaystyle P} и вектором стационарных вероятностей {\displaystyle \pi } таким, что {\displaystyle \pi ^{T}P=\pi ^{T}} и {\displaystyle \pi ^{T}1=1}. Для {\displaystyle j\in S} определим «время первого перехода» в состояние {\displaystyle j}.
{\displaystyle T_{j}=\inf(t\geq 1:X_{t}=j).}
Обозначим {\displaystyle E_{i}()} математическое ожидание при условии, что {\displaystyle X_{0}=i}. Тогда
{\displaystyle K=\sum _{j\in S}\pi _{j}E_{i}(T_{j})}
не зависит от {\displaystyle i} и называется константой Кемени.

## Свойства
Константа Кемени не ограничена сверху. {\displaystyle K\to \infty } при {\displaystyle p\to 0} например для цепи Маркова с матрицей вероятностей переходов
{\displaystyle \left({\begin{matrix}1-p&p\\p&\ 1-p\end{matrix}}\right)}
Константа Кемени для цепи Маркова, имеющей {\displaystyle n} состояний, ограничена снизу величиной {\displaystyle (n+1)/2}. Стремление к нижней грани имеет место, если в каждой строке матрицы вероятностей переходов один элемент с несовпадающими индексами строки и столбца стремится к 1, например для матрицы
{\displaystyle \left({\begin{matrix}p&1-p\\1-p&\ p\end{matrix}}\right)}
В пределе такая цепь циклично проходит {\displaystyle n} своих состояний в некотором порядке.

## Любопытные факты
Понятие цепи Маркова было введено российским учёным Марковым в 1906 году. С тех пор исследованию этого важного и популярного математического объекта было посвящено множество работ в том числе и выдающихся математиков. Однако инвариантная сумма средних времён перехода была найдена только в 1960 году в период широкого внедрения компьютеров в университетах США.
В 1997 году Гримстед и Шелл предложили премию за простое и интуитивно понятное объяснение, почему константа Кемени — это константа. В 2009 году этот приз выиграл Дойл. Последняя статья под названием «Почему константа Кемени — это константа?» опубликована несколькими учёными в 2017 году. В статье описана и физическая интерпретация этой константы.